# Lee Chae-min
Lee Chae-min (en hangul, 이채민; nacido el 15 de septiembre de 2000) es un actor surcoreano.

## Carrera
Formado en el departamento de Teatro y Cine de la Universidad Nacional de Artes de Corea, Lee Chae-min debutó en 2021 con el papel de Ahn Seung-jo en la serie High Class.
En 2021 fue seleccionado como presentador del programa de entretenimiento Music Bank, de KBS2, y allí empezó a trabajar desde el 30 de septiembre de 2022; en marzo de 2023 seguía en el programa. También en los primeros meses del año apareció en el reparto secundario de la serie Curso intensivo de amor como el remisivo y obediente estudiante de medicina Seon-jae, papel que le dio cierta notoriedad además de la ganada como presentador. En el mismo canal se estrenó el 17 de junio otra serie en la que aparece Lee con un papel secundario, Nos vemos en mi 19.ª vida; en ella es Min-ki, un joven misterioso que recuerda sus vidas pasadas.
En 2024 protagonizó la serie de Netflix Jerarquía, centrada en las relaciones al interno de una escuela secundaria de élite. En ella es Kang Ha, un estudiante que al no pertenecer a la clase alta entra becado en la escuela y provoca una quiebra en el sistema de poder establecido en ella.
En abril de 2025 repitió con Roh Jeong-ui como compañera de reparto en Crushology 101, pues ambos habían trabajado juntos poco antes en Jerarquía. Y de nuevo es un drama centrado en el mundo de la enseñanza, aunque esta vez en ámbito universitario. Su personaje, Hwang Jae-yeol, es uno de los cuatro chicos que se mueven alrededor de Bunny, el personaje de Roh Jeong-ui.

## Filmografía

### Cine
| Año   | Título          | Hangul          | Papel     | Ref.   |
| ----- | --------------- | --------------- | --------- | ------ |
| Prog. | Everyday We Are | 우리는 매일매일 | Oh Ho-soo | [ 11 ] |

### Series de televisión
| Año  | Título                    | Papel               | Canal        | Notas                        | Ref.          |
| ---- | ------------------------- | ------------------- | ------------ | ---------------------------- | ------------- |
| 2021 | High Class                | Ahn Seung-jo        | tvN          | Debut                        | [ 12 ]        |
| 2022 | Love All Play             | Lee Ji-ho           | KBS2         |                              | [ 2 ]         |
| 2022 | Alquimia de almas         | Mercader de licores | tvN, Netflix | Cameo, ep. 1 de la 2.ª parte | [ 13 ] [ 14 ] |
| 2023 | Curso intensivo de amor   | Lee Sun-jae         | tvN, Netflix |                              | [ 3 ] [ 4 ]   |
| 2023 | Nos vemos en mi 19.ª vida | Kang Min-gi         | tvN          |                              | [ 1 ] [ 15 ]  |
| 2024 | Jerarquía                 | Kang Ha             | Netflix      | Serie web                    | [ 16 ] [ 9 ]  |
| 2025 | Crushology 101            | Hwang Jae-yeol      | MBC          |                              | [ 17 ] [ 18 ] |

### Espectáculos de variedades
| Año     | Programa   | Función     | Notas                             | Ref.          |
| ------- | ---------- | ----------- | --------------------------------- | ------------- |
| 2022-23 | Music Bank | Presentador | Desde el 30 de septiembre de 2022 | [ 19 ] [ 20 ] |

## Premios y nominaciones
| Año  | Premios                | Categoría                        | Papel                   | Resultado | Ref.   |
| ---- | ---------------------- | -------------------------------- | ----------------------- | --------- | ------ |
| 2023 | Brand Customer Loyalty | Actor novel más influyente       | Curso intensivo de amor | Ganador   | [ 21 ] |
| 2023 | KBS Entertainment      | Mejor pareja (con Hong Eun-chae) | Music Bank              | Ganadores | [ 22 ] |